# فرد اونیدینما
فرد اونیدینما (انگلیسی: Fred Onyedinma؛ زادهٔ ۲۴ نوامبر ۱۹۹۶) بازیکن فوتبال اهل بریتانیا است.
از باشگاه‌هایی که در آن بازی کرده‌است می‌توان به باشگاه فوتبال میلوال و باشگاه فوتبال وایکام واندررز اشاره کرد.